# اهل کتاب
اهل کتاب، عبارتی است در قرآن و منظور از آن کسانی است که به یکی از ادیان یهود، نصاری، مجوس و صابئین باور دارند (سوره حج آیه ۱۷). اصل این واژه برگرفته از واژه (به عبری: עם הספר) به معنی «امت کتاب» که یهودیان به خود می‌گفتند.

## دیدگاه تشیع
نقل شده که مفضل بن عمر از جعفر صادق دربارهٔ مهدی پرسید:
مولای من! آیا دینی که پدران او ابراهیم و نوح و موسی و عیسی و محمد داشتند همان دین اسلام بود»؟ گفت: «آری! همین دین اسلام بود نه غیر آن» گفتم: «دلیلی از قرآن بر این مطلب دارید»؟ گفت: «آری! از اول تا آخر قرآن پر از دلیل است. از جمله آیه‌ی دين در نزد خدا، اسلام است می‌باشد و دیگری این آیه است: از آیین پدرتان ابراهیم پیروی کنید خداوند شما را در کتاب‌های پیشین و در این کتاب آسمانی «مسلمان» نامید.»

## نجاست اهل کتاب در فقه شیعه
نجاست اهل کتاب همواره مورد اختلاف فقهای شیعه و روایات بوده‌است. برخی فقها معتقدند، اهل کتاب، که مسیحیان و یهودیان از این دسته‌اند، کافر و نجس هستند، درحالی‌که فقهای دیگری، اهل کتاب را از این موارد استثنا دانسته‌اند.
محمدحسن نجفی و یوسف بحرانی و مرتضی انصاری و برخی دیگر از فقها با استناد به آیه ۳۱ سوره توبه که نوشته: «دانشمندان و راهبان خویش را معبودهایی در برابر خدا قرار دادند و (همچنین) مسیح فرزند مریم را در حالی که دستور نداشتند جز خداوند یکتایی را که معبودی جز او نیست، بپرستند، او پاک و منزه است از آنچه همتایش قرار می‌دهند.» به نجاست اهل کتاب فتوا داده‌اند.

### نجس بودن مجوسان
برخی نیز مجوسان (در عربی مجوس غالباً به معنی زرتشتی است) را از این دسته، و نجس می‌دانند. مانند، سید محمدکاظم طباطبایی یزدی، «مرتد و یهود و نصاری و مجوس» را نجس دانست‌اند.
سید روح‌الله خمینی در این باره گفته‌است:
«بر اساس قاعده اصالت طهارت می‌توان اهل کتاب را پاک دانست.»

اما در پاسخ پرسشی که از دفتر خمینی پرسیده شده بود که «آیا اهل کتاب پاک هستند یا نه؟» او در پاسخ گفته‌است:
غیرمسلمان نجس است و چیزی که با رطوبت با بدن او ملاقات کند، نجس می‌شود.
برخی فقهای دیگر، از جمله سید علی سیستانی و محسن کوچه‌باغی تبریزی اهل کتاب (بمعنای یهود و نصاری و مجوس) را پاک دانسته‌اند. در این میان سید موسی شبیری زنجانی و ناصر مکارم شیرازی نجاست یهودیان و مسیحیان و زرتشتیان را بنابر احتیاط اعلام کرده‌اند

### نجس بودن یهودیان و مسیحیان
محمدتقی بهجت فومنی اهل نصار و یهود را نجس می‌دانستند.
سید علی خامنه‌ای نجاست اهل کتاب را «نامعلوم» دانسته، و آنان را دارای «طهارت ذاتی» و «نجاست ظاهری» دانسته‌اند. محمدحسین فلاح‌زاده (عضو دفتر استفتائات خامنه‌ای و رئیس مرکز موضوع‌شناسی احکام فقهی) در پاسخ به سؤال‌هایی در مورد چگونگی ارتباط با غیر مسلمانان چنین پاسخ داده‌است:
از دیدگاه آیت الله خامنه‌ای پیروان ادیان مسیحی، زرتشتی، یهودی و صابئی پاک هستند و خوردن غذاهای تهیه شده توسط آنان (به جز گوشتی که توسط آنان ذبح شده باشد) نیز اشکال ندارد. آیت الله خامنه‌ای خود نیز در مواردی از غذاهای تهیه شده توسط اهل کتاب تناول نموده‌است.

### نظر مخالفان
در این باب، برخی از مفسرین و فقها اهل کتاب را پاک و طاهر اعلام نموده‌اند. ازین جمله می‌توان به فاضل لنکرانی و وحید خراسانی اشاره نمود. یوسف صانعی اهل کتابی که «غیر از معاندین» باشد را پاک دانسته، و معاشرت و هم‌سفرگی با آنان را جایز می‌داند.

## همزیستی مسالمت‌آمیز
مرتضی مطهری، مفسر شیعه، از آیه «لَکُمْ دِینُکُمْ وَلِیَ دِینِ» در سوره کافرون؛ چنین برداشت کرده که اسلام همزیستی با بت‌پرستان ندارد ولی با اهل کتاب یعنی یهود، نصاری و حتی زرتشتی‌ها یک نوع همزیستی خاصی را دارد، به این نحو که بر آنان حاکم است و رسماً از جان و مال آنان حمایت کرده و آن‌ها را در حقوق اجتماعی شریک می‌نماید.
یکی از اعتقاداتی که برخی از مسلمانان راجع به اهل کتاب مطرح می‌کنند؛ این است که:
در منطق قرآن "ادیان آسمانى" وجود ندارد؛ بلکه یک دین است که با مقتضیات سازمان تکامل یافته است.